# André-Joseph Salis
Pour les articles homonymes, voir Bibi-la-Purée (homonymie) et Salis.
André Joseph Salis dit Bibi-la-Purée, né le 28 juillet 1848 à Ambert (Puy-de-Dôme) et mort le 24 juillet 1903 à Paris, est un acteur français.
Il est devenu une figure emblématique de la vie de bohème de Montmartre et de Pigalle.

## Biographie
André-Joseph Salis est un ancien acteur au caractère affable devenu vagabond, figure de Montmartre et de Pigalle. Ancien étudiant en droit, il fréquente aussi le Quartier Latin où il a fait ses études.
Salis souvent prétend avoir été le secrétaire et l'amant de Verlaine. S'il n'est pas contesté qu'ils se connaissaient et qu'ils se rencontraient régulièrement au Café Procope, il ne semble pas avoir tenu de rôle particulier auprès de lui. Vivant d'une petite pension de 315 francs versée annuellement par la compagnie d'assurances La Nationale, il se présente volontiers comme exerçant la profession de rentier. Il cire également les chaussures, vend des journaux et des cartes postales ou pose comme modèle pour subsister. Bien connu des services de police, il est régulièrement condamné en correctionnelle pour des vols, en particulier de parapluies[réf. nécessaire], des filouteries ou des troubles à l'ordre public.
Atteint de tuberculose, il meurt le 24 juillet 1903 à 9h du matin[réf. nécessaire] à l'Hôtel-Dieu où il a été admis à la suite de l'aggravation de son état de santé. Le lieu de sa sépulture reste inconnu.

## Postérité
Son nom apparaît dans diverses pièces (Verlaine, Jehan Rictus, Raoul Ponchon, Paul Fort, Léo Larguier). Plusieurs peintres le dessinent ; Pablo Picasso qui réalise en 1901 Portrait de Bibi-la-Purée, Bibi-la-Purée assis, Portrait d'homme, Bibi-la-purée ; Géo Dupuis Bibi-la-Purée (1901-1902) ; Steinlen et Jacques Villon s'inspirent également du personnage en tant que roi de la Bohème.
En 1925, Georges Biscot interprète ce rôle dans Bibi-la-Purée, un film de Maurice Champreux, rôle qu'il reprend en 1935 dans un remake de ce film portant le même titre réalisé par Léo Joannon, où ledit Biscot s'entend reprocher une réplique, très célèbre à l'époque : « C'est pas une poule, Bibi, c'est Maman ! »
Son nom apparaît également dans une chanson de Brassens (L'enterrement de Verlaine, texte de Paul Fort) et ses aventures inspirèrent James Joyce.